# Colonia Constitución, Michoacán de Ocampo
Colonia Constitución är en ort i Mexiko.   Den ligger i kommunen Ixtlán och delstaten Michoacán de Ocampo, i den centrala delen av landet, 300 km väster om huvudstaden Mexico City. Colonia Constitución ligger 1 533 meter över havet och antalet invånare är 309.
Terrängen runt Colonia Constitución är kuperad österut, men västerut är den platt. Runt Colonia Constitución är det ganska tätbefolkat, med 58 invånare per kvadratkilometer. Närmaste större samhälle är Ixtlán de los Hervores, 1,3 km väster om Colonia Constitución. I omgivningarna runt Colonia Constitución växer huvudsakligen savannskog.